# Burguillos del Cerro, Badajoz
Burguillos del Cerro este un oraș din Spania, situat în provincia Badajoz din comunitatea autonomă Extremadura. Are o populație de 3.143 de locuitori.